# Santosenkari (halvö i Finland)
Santosenkari är en halvö i Finland. Den ligger i Kemi i landskapet Lappland, i den norra delen av landet, 600 km norr om huvudstaden Helsingfors.